# ديفيد ويتون
ديفيد ويتون (بالإنجليزية: David Wheaton)‏ مواليد 2 يونيو 1969 في منيابولس، مينيسوتا، هو لاعب كرة مضرب أمريكي سابق بدأ مسيرته كمحترف سنة 1988 وكان يلعب باليد اليمنى، اعتزل اللعب في 2001. أعلى تصنيف له في الفردي كان المركز الـ 12 في سنة 1991.

## روابط خارجية
- ديفيد ويتون على موقع رابطة محترفي التنس (الإنجليزية)
- ديفيد ويتون على موقع الاتحاد الدولي لكرة المضرب (الإنجليزية)
- ديفيد ويتون على موقع كأس ديفيز (الإنجليزية)
- ديفيد ويتون على موقع خلاصة التنس.كوم (الإنجليزية)
- ديفيد ويتون على موقع إي إس بي إن.كوم (الإنجليزية)